# 利物浦女子醫院
利物浦女子医院（Liverpool Women's Hospital）是位于英格兰利物浦的一家主产科、妇科和新生儿科医院。該醫院由利物浦妇女NHS基金会信托基金管理。該醫院於1995年11月由威爾斯王妃戴安娜正式宣佈開業。

### 2021年袭击
2021年11月14日，醫院附近的出租车發生爆炸，32歲男子被炸身亡。逃出出租車的男性司机受傷。隨後醫院被警方封鎖。英國當局認定此次事件為一場恐怖襲擊。